# E lasciatemi divertire (programma televisivo)
E lasciatemi divertire è stato un programma televisivo condotto da Pino Strabioli e Paolo Poli, in onda su Rai 3, per 8 puntate, dal 20 giugno all'8 agosto 2015.
Il programma ripercorre la carriera pluridecennale di Paolo Poli (che, per l'occasione, torna dopo 40 anni alla conduzione di un programma televisivo in quella che sarà la sua ultima apparizione), tenendo come filo conduttore i sette peccati capitali (e un "elogio del vizio" nell'ottava puntata), analizzati mediante la lettura di pagine di scrittori (segnatamente il Decameron di Giovanni Boccaccio e l'l'omonima poesia di Aldo Palazzeschi), i commenti dello psicanalista Massimo Recalcati, filmati di repertorio dagli spettacoli teatrali di Poli e interventi di vari ospiti. 
Dopo essere stato mandato in onda in estate, da settembre è stato riproposto ogni domenica, alle 12:25, su Rai 3. L'ultima puntata è stata trasmessa domenica 8 novembre 2015.